# Анастасьєвка (Хабаровський район)
Анаста́сьєвка (рос. Анастасьевка) — село у складі Хабаровського району Хабаровського краю, Росія. Адміністративний центр Анастасьєвського сільського поселення.

## Населення
Населення — 2154 особи (2010; 2036 у 2002).
Національний склад (станом на 2002 рік):
- росіяни — 80 %